# Estados Unidos en los Juegos Olímpicos de Turín 2006
Estados Unidos estuvo representado en los Juegos Olímpicos de Turín 2006 por un total de 204 deportistas, 117 hombres y 87 mujeres, que compitieron en 15 deportes.
La portadora de la bandera en la ceremonia de apertura fue la patinadora de velocidad Chris Witty.

## Medallistas
El equipo olímpico estadounidense obtuvo las siguientes medallas:
| Nombre                                                         | Deporte                              | Competición                |
| -------------------------------------------------------------- | ------------------------------------ | -------------------------- |
| Oro                                                            |                                      |                            |
| Ted Ligety                                                     | Esquí alpino                         | Combinada M                |
| Julia Mancuso                                                  | Esquí alpino                         | Eslalon gigante F          |
| Joey Cheek                                                     | Patinaje de velocidad                | 500 m M                    |
| Shani Davis                                                    | Patinaje de velocidad                | 1000 m M                   |
| Chad Hedrick                                                   | Patinaje de velocidad                | 5000 m M                   |
| Apolo Anton Ohno                                               | Patinaje de velocidad en pista corta | 500 m M                    |
| Hannah Teter                                                   | Snowboard                            | Halfpipe F                 |
| Shaun White                                                    | Snowboard                            | Halfpipe M                 |
| Seth Wescott                                                   | Snowboard                            | Campo a través M           |
| Plata                                                          |                                      |                            |
| Shauna Rohbock Valerie Fleming                                 | Bobsleigh                            | Doble F                    |
| Sasha Cohen                                                    | Patinaje artístico                   | Individual F               |
| Tanith Belbin Benjamin Agosto                                  | Patinaje artístico                   | Danza en hielo             |
| Joey Cheek                                                     | Patinaje de velocidad                | 1000 m M                   |
| Shani Davis                                                    | Patinaje de velocidad                | 1500 m M                   |
| Chad Hedrick                                                   | Patinaje de velocidad                | 10 000 m M                 |
| Gretchen Bleiler                                               | Snowboard                            | Halfpipe F                 |
| Lindsey Jacobellis                                             | Snowboard                            | Campo a través F           |
| Danny Kass                                                     | Snowboard                            | Halfpipe M                 |
| Bronce                                                         |                                      |                            |
| Pete Fenson Shawn Rojeski Joseph Polo John Shuster Scott Baird | Curling                              | Equipo M                   |
| Toby Dawson                                                    | Esquí acrobático                     | Baches M                   |
| Equipo                                                         | Hockey sobre hielo                   | Torneo F                   |
| Chad Hedrick                                                   | Patinaje de velocidad                | 1500 m M                   |
| Apolo Anton Ohno                                               | Patinaje de velocidad en pista corta | 500 m M                    |
| Alex Izykowski John Paul Kepka Apolo Anton Ohno Rusty Smith    | Patinaje de velocidad en pista corta | 5000 m relevos M           |
| Rosey Fletcher                                                 | Snowboard                            | Eslalon gigante paralelo F |